# Lista di asteroidi (713001-714000)
Di seguito una lista di asteroidi dal numero 713001  al 714000 con data di scoperta e scopritore.

## 713001–713100
| Nome   | Designazione provvisoria | Data di scoperta  | Scopritore          |
| ------ | ------------------------ | ----------------- | ------------------- |
| 713001 | 2014 WC471               | 8 gennaio 2010    | Mount Lemmon Survey |
| 713002 | 2014 WM474               | 16 giugno 2007    | Spacewatch          |
| 713003 | 2014 WV481               | 23 agosto 2008    | SSS                 |
| 713004 | 2014 WW482               | 27 novembre 2014  | Pan-STARRS          |
| 713005 | 2014 WY482               | 6 aprile 2005     | Spacewatch          |
| 713006 | 2014 WJ487               | 24 maggio 2011    | Mount Lemmon Survey |
| 713007 | 2014 WS487               | 25 settembre 2014 | Mount Lemmon Survey |
| 713008 | 2014 WN488               | 23 agosto 2008    | Spacewatch          |
| 713009 | 2014 WH489               | 31 ottobre 2002   | NEAT                |
| 713010 | 2014 WU491               | 28 gennaio 2004   | Spacewatch          |
| 713011 | 2014 WL497               | 17 gennaio 2011   | Mount Lemmon Survey |
| 713012 | 2014 WR501               | 20 ottobre 2007   | Mount Lemmon Survey |
| 713013 | 2014 WT503               | 20 novembre 2003  | LINEAR              |
| 713014 | 2014 WF512               | 21 novembre 2014  | Pan-STARRS          |
| 713015 | 2014 WK514               | 22 novembre 2014  | Mount Lemmon Survey |
| 713016 | 2014 WO515               | 11 aprile 2005    | Mount Lemmon Survey |
| 713017 | 2014 WL516               | 31 agosto 2013    | Pan-STARRS          |
| 713018 | 2014 WN516               | 21 novembre 2014  | Pan-STARRS          |
| 713019 | 2014 WU519               | 26 novembre 2014  | Pan-STARRS          |
| 713020 | 2014 WO522               | 29 novembre 2014  | Mount Lemmon Survey |
| 713021 | 2014 WW523               | 14 luglio 2013    | Pan-STARRS          |
| 713022 | 2014 WZ524               | 20 novembre 2014  | Mount Lemmon Survey |
| 713023 | 2014 WE525               | 20 novembre 2014  | Pan-STARRS          |
| 713024 | 2014 WB526               | 21 novembre 2014  | Mount Lemmon Survey |
| 713025 | 2014 WR527               | 19 settembre 2007 | Spacewatch          |
| 713026 | 2014 WK529               | 9 marzo 2005      | Mount Lemmon Survey |
| 713027 | 2014 WF530               | 12 agosto 2013    | Spacewatch          |
| 713028 | 2014 WP534               | 30 novembre 2014  | Pan-STARRS          |
| 713029 | 2014 WN535               | 7 ottobre 2007    | Mount Lemmon Survey |
| 713030 | 2014 WU543               | 18 marzo 2017     | Pan-STARRS          |
| 713031 | 2014 WV543               | 21 novembre 2014  | Pan-STARRS          |
| 713032 | 2014 WM545               | 29 novembre 2014  | Pan-STARRS          |
| 713033 | 2014 WK548               | 16 dicembre 2015  | Mount Lemmon Survey |
| 713034 | 2014 WV561               | 4 gennaio 2016    | Pan-STARRS          |
| 713035 | 2014 WU564               | 23 novembre 2014  | Pan-STARRS          |
| 713036 | 2014 WA565               | 26 novembre 2014  | Pan-STARRS          |
| 713037 | 2014 WB565               | 25 novembre 2014  | Pan-STARRS          |
| 713038 | 2014 WU567               | 17 novembre 2014  | Pan-STARRS          |
| 713039 | 2014 WA569               | 21 novembre 2014  | Pan-STARRS          |
| 713040 | 2014 WL569               | 20 novembre 2014  | Pan-STARRS          |
| 713041 | 2014 WV569               | 26 novembre 2014  | Pan-STARRS          |
| 713042 | 2014 WH574               | 23 novembre 2014  | Mount Lemmon Survey |
| 713043 | 2014 WV575               | 16 novembre 2014  | Mount Lemmon Survey |
| 713044 | 2014 WN576               | 17 novembre 2014  | Pan-STARRS          |
| 713045 | 2014 WG579               | 17 novembre 2014  | Mount Lemmon Survey |
| 713046 | 2014 WD583               | 25 novembre 2014  | Mount Lemmon Survey |
| 713047 | 2014 WK583               | 27 novembre 2014  | Pan-STARRS          |
| 713048 | 2014 WS592               | 22 novembre 2014  | Pan-STARRS          |
| 713049 | 2014 WE604               | 22 novembre 2014  | Mount Lemmon Survey |
| 713050 | 2014 WF613               | 1 novembre 2013   | Mount Lemmon Survey |
| 713051 | 2014 WG613               | 22 novembre 2014  | Mount Lemmon Survey |
| 713052 | 2014 WA614               | 27 novembre 2014  | Pan-STARRS          |
| 713053 | 2014 XG1                 | 21 novembre 2014  | Pan-STARRS          |
| 713054 | 2014 XG4                 | 18 ottobre 2003   | NEAT                |
| 713055 | 2014 XC5                 | 12 maggio 2012    | Pan-STARRS          |
| 713056 | 2014 XU7                 | 12 dicembre 2014  | Pan-STARRS          |
| 713057 | 2014 XG9                 | 26 ottobre 2014   | Mount Lemmon Survey |
| 713058 | 2014 XS9                 | 16 novembre 1999  | Spacewatch          |
| 713059 | 2014 XW10                | 16 novembre 2003  | Spacewatch          |
| 713060 | 2014 XC14                | 10 dicembre 2014  | Mount Lemmon Survey |
| 713061 | 2014 XM15                | 11 novembre 2007  | Mount Lemmon Survey |
| 713062 | 2014 XV16                | 27 novembre 2014  | Pan-STARRS          |
| 713063 | 2014 XM23                | 11 dicembre 2014  | Mount Lemmon Survey |
| 713064 | 2014 XP23                | 19 novembre 2003  | Spacewatch          |
| 713065 | 2014 XG24                | 11 aprile 2011    | Mount Lemmon Survey |
| 713066 | 2014 XS24                | 16 novembre 1998  | Spacewatch          |
| 713067 | 2014 XC25                | 29 ottobre 2003   | Spacewatch          |
| 713068 | 2014 XG26                | 10 settembre 2013 | Pan-STARRS          |
| 713069 | 2014 XD29                | 9 marzo 2005      | Mount Lemmon Survey |
| 713070 | 2014 XK31                | 12 marzo 2005     | Spacewatch          |
| 713071 | 2014 XA33                | 30 novembre 2014  | Mount Lemmon Survey |
| 713072 | 2014 XB37                | 20 settembre 2014 | Pan-STARRS          |
| 713073 | 2014 XZ39                | 25 agosto 2012    | Mount Lemmon Survey |
| 713074 | 2014 XV45                | 11 dicembre 2014  | Mount Lemmon Survey |
| 713075 | 2014 XT50                | 1 dicembre 2014   | Pan-STARRS          |
| 713076 | 2014 YL4                 | 10 ottobre 2007   | CSS                 |
| 713077 | 2014 YY11                | 16 maggio 2013    | Mount Lemmon Survey |
| 713078 | 2014 YH12                | 4 novembre 2014   | Mount Lemmon Survey |
| 713079 | 2014 YQ17                | 20 ottobre 2008   | Spacewatch          |
| 713080 | 2014 YN21                | 16 febbraio 2004  | Spacewatch          |
| 713081 | 2014 YQ28                | 9 ottobre 2007    | Mount Lemmon Survey |
| 713082 | 2014 YL33                | 24 maggio 2006    | Spacewatch          |
| 713083 | 2014 YP33                | 25 dicembre 2014  | Pan-STARRS          |
| 713084 | 2014 YM35                | 24 novembre 2014  | Mount Lemmon Survey |
| 713085 | 2014 YV40                | 11 settembre 2007 | Spacewatch          |
| 713086 | 2014 YF44                | 2 dicembre 2010   | Spacewatch          |
| 713087 | 2014 YB51                | 29 dicembre 2014  | Pan-STARRS          |
| 713088 | 2014 YH55                | 21 dicembre 2014  | Pan-STARRS          |
| 713089 | 2014 YH58                | 28 dicembre 2014  | PTF                 |
| 713090 | 2014 YR59                | 21 dicembre 2014  | Pan-STARRS          |
| 713091 | 2014 YJ60                | 5 marzo 2010      | Spacewatch          |
| 713092 | 2014 YQ60                | 21 dicembre 2014  | Pan-STARRS          |
| 713093 | 2014 YW60                | 21 dicembre 2014  | Pan-STARRS          |
| 713094 | 2014 YA62                | 25 agosto 2012    | Pan-STARRS          |
| 713095 | 2014 YY64                | 3 dicembre 2015   | Mount Lemmon Survey |
| 713096 | 2014 YL67                | 26 dicembre 2014  | Pan-STARRS          |
| 713097 | 2014 YZ67                | 15 giugno 2018    | Pan-STARRS          |
| 713098 | 2014 YW76                | 28 dicembre 2014  | Mount Lemmon Survey |
| 713099 | 2014 YX79                | 18 dicembre 2014  | Pan-STARRS          |
| 713100 | 2014 YK82                | 21 dicembre 2014  | Pan-STARRS          |

## 713101–713200
| Nome   | Designazione provvisoria | Data di scoperta  | Scopritore                          |
| ------ | ------------------------ | ----------------- | ----------------------------------- |
| 713101 | 2014 YO92                | 21 dicembre 2014  | Pan-STARRS                          |
| 713102 | 2015 AR1                 | 2 febbraio 2005   | Spacewatch                          |
| 713103 | 2015 AT1                 | 14 febbraio 2010  | Mount Lemmon Survey                 |
| 713104 | 2015 AM3                 | 21 novembre 2014  | Pan-STARRS                          |
| 713105 | 2015 AY6                 | 10 ottobre 2002   | NEAT                                |
| 713106 | 2015 AN9                 | 10 ottobre 2013   | Pan-STARRS                          |
| 713107 | 2015 AP9                 | 9 novembre 2013   | Mount Lemmon Survey                 |
| 713108 | 2015 AU11                | 13 ottobre 2013   | C. Rinner                           |
| 713109 | 2015 AE12                | 12 ottobre 2007   | Mount Lemmon Survey                 |
| 713110 | 2015 AR18                | 1 novembre 2014   | Mount Lemmon Survey                 |
| 713111 | 2015 AY18                | 5 dicembre 2007   | Spacewatch                          |
| 713112 | 2015 AJ20                | 26 novembre 2014  | Pan-STARRS                          |
| 713113 | 2015 AU23                | 25 settembre 2008 | Spacewatch                          |
| 713114 | 2015 AW23                | 30 giugno 2013    | Pan-STARRS                          |
| 713115 | 2015 AE30                | 15 febbraio 2012  | Pan-STARRS                          |
| 713116 | 2015 AL30                | 21 dicembre 2014  | Pan-STARRS                          |
| 713117 | 2015 AQ31                | 6 novembre 2008   | Spacewatch                          |
| 713118 | 2015 AU31                | 24 ottobre 2011   | Pan-STARRS                          |
| 713119 | 2015 AK32                | 8 maggio 2011     | Spacewatch                          |
| 713120 | 2015 AR34                | 10 gennaio 2006   | Spacewatch                          |
| 713121 | 2015 AM35                | 11 gennaio 2008   | Spacewatch                          |
| 713122 | 2015 AD37                | 21 dicembre 2014  | Pan-STARRS                          |
| 713123 | 2015 AY39                | 28 ottobre 2010   | Mount Lemmon Survey                 |
| 713124 | 2015 AW41                | 28 ottobre 2010   | Mount Lemmon Survey                 |
| 713125 | 2015 AP42                | 10 settembre 2013 | Pan-STARRS                          |
| 713126 | 2015 AU42                | 17 settembre 2010 | Spacewatch                          |
| 713127 | 2015 AK49                | 28 novembre 2014  | Pan-STARRS                          |
| 713128 | 2015 AG50                | 8 settembre 2013  | Osservatorio astronomico di Maiorca |
| 713129 | 2015 AK50                | 13 gennaio 2015   | Pan-STARRS                          |
| 713130 | 2015 AP52                | 13 gennaio 2015   | Pan-STARRS                          |
| 713131 | 2015 AU52                | 13 gennaio 2015   | Pan-STARRS                          |
| 713132 | 2015 AY53                | 15 dicembre 2014  | Mount Lemmon Survey                 |
| 713133 | 2015 AB54                | 18 luglio 2006    | LUSS                                |
| 713134 | 2015 AE57                | 27 settembre 2013 | Pan-STARRS                          |
| 713135 | 2015 AY58                | 1 dicembre 2008   | Spacewatch                          |
| 713136 | 2015 AU64                | 3 settembre 2013  | Pan-STARRS                          |
| 713137 | 2015 AX65                | 13 gennaio 2015   | Pan-STARRS                          |
| 713138 | 2015 AP70                | 13 gennaio 2015   | Pan-STARRS                          |
| 713139 | 2015 AC72                | 29 marzo 2012     | Spacewatch                          |
| 713140 | 2015 AZ72                | 9 novembre 1993   | Spacewatch                          |
| 713141 | 2015 AC73                | 9 novembre 2007   | Mount Lemmon Survey                 |
| 713142 | 2015 AF83                | 4 novembre 2013   | Mount Lemmon Survey                 |
| 713143 | 2015 AC84                | 13 gennaio 2015   | Pan-STARRS                          |
| 713144 | 2015 AH87                | 13 gennaio 2015   | Pan-STARRS                          |
| 713145 | 2015 AE89                | 1 agosto 2013     | Osservatorio di Mauna Kea           |
| 713146 | 2015 AD90                | 13 gennaio 2015   | Pan-STARRS                          |
| 713147 | 2015 AB93                | 13 gennaio 2015   | Pan-STARRS                          |
| 713148 | 2015 AN94                | 4 settembre 2014  | Pan-STARRS                          |
| 713149 | 2015 AO98                | 9 novembre 2013   | Mount Lemmon Survey                 |
| 713150 | 2015 AH100               | 29 ottobre 2010   | Mount Lemmon Survey                 |
| 713151 | 2015 AK104               | 15 agosto 2013    | Pan-STARRS                          |
| 713152 | 2015 AX108               | 8 novembre 2008   | Mount Lemmon Survey                 |
| 713153 | 2015 AC113               | 30 settembre 2005 | Mount Lemmon Survey                 |
| 713154 | 2015 AQ119               | 14 gennaio 2015   | Pan-STARRS                          |
| 713155 | 2015 AE120               | 23 dicembre 2014  | Spacewatch                          |
| 713156 | 2015 AL121               | 14 gennaio 2015   | Pan-STARRS                          |
| 713157 | 2015 AB125               | 6 novembre 2010   | Spacewatch                          |
| 713158 | 2015 AW129               | 19 settembre 2001 | Spacewatch                          |
| 713159 | 2015 AZ131               | 20 ottobre 2006   | L. H. Wasserman                     |
| 713160 | 2015 AA133               | 20 ottobre 2006   | Mount Lemmon Survey                 |
| 713161 | 2015 AV134               | 14 gennaio 2015   | Pan-STARRS                          |
| 713162 | 2015 AM137               | 14 gennaio 2015   | Pan-STARRS                          |
| 713163 | 2015 AS141               | 14 gennaio 2015   | Pan-STARRS                          |
| 713164 | 2015 AH145               | 14 gennaio 2015   | Pan-STARRS                          |
| 713165 | 2015 AD147               | 30 dicembre 2008  | Spacewatch                          |
| 713166 | 2015 AK147               | 21 dicembre 2014  | Pan-STARRS                          |
| 713167 | 2015 AU150               | 16 dicembre 2007  | Spacewatch                          |
| 713168 | 2015 AL152               | 1 febbraio 2005   | Spacewatch                          |
| 713169 | 2015 AE166               | 14 gennaio 2015   | Pan-STARRS                          |
| 713170 | 2015 AG168               | 1 dicembre 2010   | Mount Lemmon Survey                 |
| 713171 | 2015 AN169               | 3 ottobre 2013    | Pan-STARRS                          |
| 713172 | 2015 AK179               | 31 maggio 2013    | Pan-STARRS                          |
| 713173 | 2015 AX182               | 18 dicembre 2003  | Spacewatch                          |
| 713174 | 2015 AH183               | 24 aprile 2001    | Spacewatch                          |
| 713175 | 2015 AO183               | 12 febbraio 2011  | Mount Lemmon Survey                 |
| 713176 | 2015 AD184               | 21 dicembre 2014  | Mount Lemmon Survey                 |
| 713177 | 2015 AG186               | 14 gennaio 2015   | Pan-STARRS                          |
| 713178 | 2015 AU186               | 27 aprile 2012    | Pan-STARRS                          |
| 713179 | 2015 AR191               | 4 novembre 2007   | Spacewatch                          |
| 713180 | 2015 AW191               | 14 gennaio 2015   | Pan-STARRS                          |
| 713181 | 2015 AF198               | 3 ottobre 2013    | Pan-STARRS                          |
| 713182 | 2015 AJ199               | 26 novembre 2010  | Mount Lemmon Survey                 |
| 713183 | 2015 AX199               | 23 settembre 2005 | Spacewatch                          |
| 713184 | 2015 AX203               | 12 agosto 2013    | Spacewatch                          |
| 713185 | 2015 AJ206               | 15 gennaio 2015   | Mount Lemmon Survey                 |
| 713186 | 2015 AS207               | 18 dicembre 2004  | Mount Lemmon Survey                 |
| 713187 | 2015 AD210               | 29 dicembre 2014  | Pan-STARRS                          |
| 713188 | 2015 AF215               | 12 agosto 2013    | Pan-STARRS                          |
| 713189 | 2015 AL216               | 11 giugno 2013    | Mount Lemmon Survey                 |
| 713190 | 2015 AV217               | 29 marzo 2011     | Mount Lemmon Survey                 |
| 713191 | 2015 AU218               | 15 gennaio 2015   | Pan-STARRS                          |
| 713192 | 2015 AV218               | 12 gennaio 2010   | Spacewatch                          |
| 713193 | 2015 AK220               | 15 gennaio 2015   | Pan-STARRS                          |
| 713194 | 2015 AE223               | 28 novembre 2013  | Mount Lemmon Survey                 |
| 713195 | 2015 AU224               | 16 settembre 2012 | Mount Lemmon Survey                 |
| 713196 | 2015 AE230               | 15 ottobre 2007   | Mount Lemmon Survey                 |
| 713197 | 2015 AM232               | 15 agosto 2013    | Pan-STARRS                          |
| 713198 | 2015 AP239               | 27 agosto 2009    | Spacewatch                          |
| 713199 | 2015 AK240               | 15 gennaio 2015   | Pan-STARRS                          |
| 713200 | 2015 AW244               | 16 febbraio 2004  | Spacewatch                          |

## 713201–713300
| Nome   | Designazione provvisoria | Data di scoperta  | Scopritore                  |
| ------ | ------------------------ | ----------------- | --------------------------- |
| 713201 | 2015 AG246               | 27 novembre 2014  | Spacewatch                  |
| 713202 | 2015 AL246               | 13 agosto 2013    | Spacewatch                  |
| 713203 | 2015 AW246               | 8 agosto 2013     | Pan-STARRS                  |
| 713204 | 2015 AB253               | 21 dicembre 2014  | Mount Lemmon Survey         |
| 713205 | 2015 AJ255               | 23 maggio 2012    | Mount Lemmon Survey         |
| 713206 | 2015 AK256               | 29 ottobre 2008   | Spacewatch                  |
| 713207 | 2015 AQ258               | 27 novembre 2013  | Pan-STARRS                  |
| 713208 | 2015 AZ258               | 13 marzo 2012     | Mount Lemmon Survey         |
| 713209 | 2015 AH262               | 4 giugno 2011     | Mount Lemmon Survey         |
| 713210 | 2015 AX265               | 13 gennaio 2015   | Pan-STARRS                  |
| 713211 | 2015 AW269               | 11 marzo 2005     | M. W. Buie, L. H. Wasserman |
| 713212 | 2015 AX270               | 15 novembre 2006  | Spacewatch                  |
| 713213 | 2015 AH272               | 21 maggio 2012    | Pan-STARRS                  |
| 713214 | 2015 AN273               | 13 settembre 2005 | Spacewatch                  |
| 713215 | 2015 AZ273               | 29 marzo 2011     | Mount Lemmon Survey         |
| 713216 | 2015 AN280               | 1 aprile 2012     | Mount Lemmon Survey         |
| 713217 | 2015 AQ280               | 24 dicembre 2006  | Mount Lemmon Survey         |
| 713218 | 2015 AZ284               | 5 ottobre 2013    | Mount Lemmon Survey         |
| 713219 | 2015 AJ287               | 18 giugno 2013    | Pan-STARRS                  |
| 713220 | 2015 AR289               | 13 gennaio 2015   | Pan-STARRS                  |
| 713221 | 2015 AV289               | 13 gennaio 2015   | Pan-STARRS                  |
| 713222 | 2015 AD290               | 27 settembre 2013 | Pan-STARRS                  |
| 713223 | 2015 AM290               | 18 ottobre 2003   | SDSS Collaboration          |
| 713224 | 2015 AX290               | 28 gennaio 2004   | Spacewatch                  |
| 713225 | 2015 AO293               | 13 gennaio 2015   | Pan-STARRS                  |
| 713226 | 2015 AH295               | 24 settembre 2013 | Mount Lemmon Survey         |
| 713227 | 2015 AF298               | 13 gennaio 2015   | Pan-STARRS                  |
| 713228 | 2015 AF303               | 13 gennaio 2015   | Pan-STARRS                  |
| 713229 | 2015 BS1                 | 21 dicembre 2014  | Pan-STARRS                  |
| 713230 | 2015 BB3                 | 17 ottobre 2006   | Spacewatch                  |
| 713231 | 2015 BJ3                 | 4 ottobre 2013    | Mount Lemmon Survey         |
| 713232 | 2015 BE7                 | 8 novembre 2007   | Spacewatch                  |
| 713233 | 2015 BK7                 | 16 gennaio 2015   | Mount Lemmon Survey         |
| 713234 | 2015 BO7                 | 13 dicembre 2006  | CSS                         |
| 713235 | 2015 BA8                 | 12 dicembre 2010  | Spacewatch                  |
| 713236 | 2015 BO9                 | 16 gennaio 2015   | Pan-STARRS                  |
| 713237 | 2015 BD11                | 16 gennaio 2015   | Mount Lemmon Survey         |
| 713238 | 2015 BL11                | 13 giugno 2012    | Pan-STARRS                  |
| 713239 | 2015 BV12                | 15 settembre 2013 | Spacewatch                  |
| 713240 | 2015 BX13                | 16 gennaio 2015   | Mount Lemmon Survey         |
| 713241 | 2015 BT15                | 16 gennaio 2015   | Mount Lemmon Survey         |
| 713242 | 2015 BP18                | 26 dicembre 2014  | Pan-STARRS                  |
| 713243 | 2015 BP20                | 12 agosto 2013    | Pan-STARRS                  |
| 713244 | 2015 BB22                | 13 ottobre 2010   | CSS                         |
| 713245 | 2015 BB31                | 15 agosto 2013    | R. Holmes                   |
| 713246 | 2015 BV34                | 1 maggio 2011     | Pan-STARRS                  |
| 713247 | 2015 BZ34                | 7 dicembre 2008   | Mount Lemmon Survey         |
| 713248 | 2015 BA38                | 29 dicembre 2014  | Pan-STARRS                  |
| 713249 | 2015 BQ39                | 26 dicembre 2014  | Pan-STARRS                  |
| 713250 | 2015 BE40                | 24 marzo 2012     | Spacewatch                  |
| 713251 | 2015 BG40                | 15 marzo 2012     | Mount Lemmon Survey         |
| 713252 | 2015 BZ41                | 15 settembre 2013 | Pan-STARRS                  |
| 713253 | 2015 BP42                | 26 novembre 2014  | Pan-STARRS                  |
| 713254 | 2015 BS42                | 28 novembre 2014  | Pan-STARRS                  |
| 713255 | 2015 BN43                | 14 novembre 2007  | Spacewatch                  |
| 713256 | 2015 BD44                | 13 settembre 2007 | Mount Lemmon Survey         |
| 713257 | 2015 BO44                | 15 febbraio 2012  | Pan-STARRS                  |
| 713258 | 2015 BC46                | 13 ottobre 2002   | NEAT                        |
| 713259 | 2015 BZ47                | 13 agosto 2013    | Spacewatch                  |
| 713260 | 2015 BB53                | 16 maggio 2009    | Spacewatch                  |
| 713261 | 2015 BA54                | 18 settembre 2003 | Spacewatch                  |
| 713262 | 2015 BJ54                | 17 gennaio 2015   | Mount Lemmon Survey         |
| 713263 | 2015 BL54                | 13 agosto 2012    | Pan-STARRS                  |
| 713264 | 2015 BA56                | 14 settembre 2006 | CSS                         |
| 713265 | 2015 BT57                | 12 febbraio 2004  | Spacewatch                  |
| 713266 | 2015 BR58                | 17 gennaio 2015   | Pan-STARRS                  |
| 713267 | 2015 BY63                | 26 dicembre 2014  | Pan-STARRS                  |
| 713268 | 2015 BG66                | 8 gennaio 2011    | Mount Lemmon Survey         |
| 713269 | 2015 BC69                | 18 settembre 2009 | Spacewatch                  |
| 713270 | 2015 BY72                | 13 settembre 2007 | Spacewatch                  |
| 713271 | 2015 BU73                | 15 aprile 2004    | SSS                         |
| 713272 | 2015 BS74                | 22 settembre 2008 | Spacewatch                  |
| 713273 | 2015 BW80                | 1 dicembre 2003   | Spacewatch                  |
| 713274 | 2015 BG83                | 18 gennaio 2015   | Mount Lemmon Survey         |
| 713275 | 2015 BR84                | 26 settembre 2009 | Spacewatch                  |
| 713276 | 2015 BC91                | 2 aprile 2011     | Pan-STARRS                  |
| 713277 | 2015 BE93                | 9 dicembre 2014   | Pan-STARRS                  |
| 713278 | 2015 BH94                | 25 gennaio 2006   | Spacewatch                  |
| 713279 | 2015 BV94                | 21 dicembre 2014  | Pan-STARRS                  |
| 713280 | 2015 BR95                | 26 dicembre 2014  | Pan-STARRS                  |
| 713281 | 2015 BJ101               | 2 dicembre 2008   | Mount Lemmon Survey         |
| 713282 | 2015 BL108               | 15 febbraio 2010  | Spacewatch                  |
| 713283 | 2015 BP114               | 4 settembre 2007  | Mount Lemmon Survey         |
| 713284 | 2015 BA116               | 17 gennaio 2015   | Mount Lemmon Survey         |
| 713285 | 2015 BM116               | 20 novembre 2014  | Mount Lemmon Survey         |
| 713286 | 2015 BY116               | 17 gennaio 2015   | Mount Lemmon Survey         |
| 713287 | 2015 BB121               | 14 novembre 2010  | Mount Lemmon Survey         |
| 713288 | 2015 BC127               | 20 aprile 2004    | Spacewatch                  |
| 713289 | 2015 BD130               | 17 gennaio 2015   | Pan-STARRS                  |
| 713290 | 2015 BU131               | 17 gennaio 2015   | Pan-STARRS                  |
| 713291 | 2015 BY131               | 17 gennaio 2015   | Pan-STARRS                  |
| 713292 | 2015 BQ132               | 11 aprile 2005    | Kitt Peak Obs.              |
| 713293 | 2015 BL134               | 29 ottobre 2002   | NEAT                        |
| 713294 | 2015 BN141               | 17 gennaio 2015   | Pan-STARRS                  |
| 713295 | 2015 BX145               | 29 marzo 2008     | Mount Lemmon Survey         |
| 713296 | 2015 BY148               | 26 maggio 2008    | Spacewatch                  |
| 713297 | 2015 BZ148               | 29 gennaio 2009   | Mount Lemmon Survey         |
| 713298 | 2015 BE149               | 27 novembre 2013  | Pan-STARRS                  |
| 713299 | 2015 BR151               | 17 gennaio 2015   | Pan-STARRS                  |
| 713300 | 2015 BA152               | 8 novembre 2013   | Mount Lemmon Survey         |

## 713301–713400
| Nome   | Designazione provvisoria | Data di scoperta  | Scopritore            |
| ------ | ------------------------ | ----------------- | --------------------- |
| 713301 | 2015 BY157               | 28 novembre 2014  | Pan-STARRS            |
| 713302 | 2015 BE161               | 8 febbraio 2002   | R. Millis, M. W. Buie |
| 713303 | 2015 BT163               | 13 aprile 2012    | Pan-STARRS            |
| 713304 | 2015 BG169               | 10 marzo 2008     | Mount Lemmon Survey   |
| 713305 | 2015 BK172               | 22 ottobre 2006   | Spacewatch            |
| 713306 | 2015 BC174               | 13 gennaio 2008   | Spacewatch            |
| 713307 | 2015 BP175               | 28 marzo 2012     | Mount Lemmon Survey   |
| 713308 | 2015 BM177               | 16 novembre 2006  | Spacewatch            |
| 713309 | 2015 BS182               | 17 gennaio 2015   | Pan-STARRS            |
| 713310 | 2015 BU182               | 13 gennaio 2011   | Mount Lemmon Survey   |
| 713311 | 2015 BT184               | 15 settembre 2013 | CSS                   |
| 713312 | 2015 BB189               | 4 aprile 2008     | Mount Lemmon Survey   |
| 713313 | 2015 BO189               | 5 settembre 2007  | CSS                   |
| 713314 | 2015 BR190               | 24 novembre 2009  | Spacewatch            |
| 713315 | 2015 BE193               | 6 luglio 2002     | Spacewatch            |
| 713316 | 2015 BP193               | 30 agosto 2006    | LONEOS                |
| 713317 | 2015 BY193               | 23 ottobre 2009   | Mount Lemmon Survey   |
| 713318 | 2015 BF196               | 24 ottobre 2013   | Mount Lemmon Survey   |
| 713319 | 2015 BN196               | 5 ottobre 2013    | Pan-STARRS            |
| 713320 | 2015 BC201               | 29 dicembre 2008  | Spacewatch            |
| 713321 | 2015 BG203               | 4 febbraio 2012   | Pan-STARRS            |
| 713322 | 2015 BM206               | 28 giugno 2013    | Pan-STARRS            |
| 713323 | 2015 BA212               | 19 luglio 2001    | Spacewatch            |
| 713324 | 2015 BX215               | 11 maggio 2005    | Spacewatch            |
| 713325 | 2015 BX216               | 26 dicembre 2014  | Pan-STARRS            |
| 713326 | 2015 BM217               | 24 ottobre 2009   | Mount Lemmon Survey   |
| 713327 | 2015 BS222               | 4 settembre 2008  | Spacewatch            |
| 713328 | 2015 BM229               | 7 novembre 2008   | Mount Lemmon Survey   |
| 713329 | 2015 BY229               | 6 ottobre 2008    | Mount Lemmon Survey   |
| 713330 | 2015 BN230               | 30 settembre 2006 | CSS                   |
| 713331 | 2015 BY231               | 17 settembre 2012 | Mount Lemmon Survey   |
| 713332 | 2015 BR232               | 26 settembre 2006 | Mount Lemmon Survey   |
| 713333 | 2015 BM236               | 23 marzo 2009     | PMO NEO               |
| 713334 | 2015 BN237               | 2 ottobre 2006    | Mount Lemmon Survey   |
| 713335 | 2015 BA239               | 17 gennaio 2015   | Mount Lemmon Survey   |
| 713336 | 2015 BK239               | 17 febbraio 2010  | Spacewatch            |
| 713337 | 2015 BH245               | 10 settembre 2010 | Spacewatch            |
| 713338 | 2015 BH247               | 11 settembre 2010 | Mount Lemmon Survey   |
| 713339 | 2015 BU254               | 20 ottobre 2003   | Spacewatch            |
| 713340 | 2015 BU257               | 23 settembre 2008 | Mount Lemmon Survey   |
| 713341 | 2015 BK258               | 1 ottobre 2013    | Mount Lemmon Survey   |
| 713342 | 2015 BL261               | 27 settembre 2003 | Spacewatch            |
| 713343 | 2015 BM261               | 11 ottobre 2005   | Spacewatch            |
| 713344 | 2015 BJ264               | 3 dicembre 2013   | Pan-STARRS            |
| 713345 | 2015 BF265               | 2 ottobre 2013    | Pan-STARRS            |
| 713346 | 2015 BX266               | 7 ottobre 2014    | Pan-STARRS            |
| 713347 | 2015 BO267               | 15 luglio 2013    | Pan-STARRS            |
| 713348 | 2015 BW268               | 18 dicembre 2014  | Pan-STARRS            |
| 713349 | 2015 BJ269               | 12 settembre 2007 | Mount Lemmon Survey   |
| 713350 | 2015 BA270               | 17 dicembre 2009  | Spacewatch            |
| 713351 | 2015 BC270               | 15 luglio 2013    | Pan-STARRS            |
| 713352 | 2015 BY272               | 9 ottobre 2010    | Mount Lemmon Survey   |
| 713353 | 2015 BN275               | 18 gennaio 2012   | Spacewatch            |
| 713354 | 2015 BX276               | 26 novembre 2014  | Pan-STARRS            |
| 713355 | 2015 BO280               | 19 gennaio 2015   | Pan-STARRS            |
| 713356 | 2015 BB283               | 11 settembre 2007 | Mount Lemmon Survey   |
| 713357 | 2015 BZ285               | 12 giugno 2011    | Mount Lemmon Survey   |
| 713358 | 2015 BV292               | 19 gennaio 2015   | Mount Lemmon Survey   |
| 713359 | 2015 BS299               | 20 aprile 2007    | Spacewatch            |
| 713360 | 2015 BP302               | 28 marzo 2012     | Spacewatch            |
| 713361 | 2015 BO304               | 28 settembre 2013 | Mount Lemmon Survey   |
| 713362 | 2015 BW305               | 4 novembre 2002   | Spacewatch            |
| 713363 | 2015 BE306               | 3 ottobre 2013    | Pan-STARRS            |
| 713364 | 2015 BV308               | 1 novembre 2007   | Spacewatch            |
| 713365 | 2015 BN312               | 26 febbraio 2008  | Mount Lemmon Survey   |
| 713366 | 2015 BN314               | 15 agosto 2006    | NEAT                  |
| 713367 | 2015 BT322               | 16 novembre 2006  | Spacewatch            |
| 713368 | 2015 BS324               | 17 gennaio 2015   | Pan-STARRS            |
| 713369 | 2015 BW326               | 13 febbraio 2011  | Mount Lemmon Survey   |
| 713370 | 2015 BG328               | 14 agosto 2004    | Cerro Tololo Obs.     |
| 713371 | 2015 BC333               | 24 settembre 2009 | CSS                   |
| 713372 | 2015 BX333               | 17 gennaio 2015   | Pan-STARRS            |
| 713373 | 2015 BH343               | 26 gennaio 2011   | Mount Lemmon Survey   |
| 713374 | 2015 BW347               | 3 novembre 2014   | Mount Lemmon Survey   |
| 713375 | 2015 BQ350               | 28 settembre 2013 | Mount Lemmon Survey   |
| 713376 | 2015 BU350               | 12 gennaio 2000   | Spacewatch            |
| 713377 | 2015 BA351               | 8 maggio 2011     | Mount Lemmon Survey   |
| 713378 | 2015 BE353               | 18 gennaio 2015   | Pan-STARRS            |
| 713379 | 2015 BD359               | 20 gennaio 2015   | Pan-STARRS            |
| 713380 | 2015 BP359               | 20 gennaio 2015   | Pan-STARRS            |
| 713381 | 2015 BB361               | 26 dicembre 2014  | Pan-STARRS            |
| 713382 | 2015 BQ361               | 5 settembre 2013  | Spacewatch            |
| 713383 | 2015 BT368               | 29 dicembre 2014  | Pan-STARRS            |
| 713384 | 2015 BE370               | 20 gennaio 2015   | Pan-STARRS            |
| 713385 | 2015 BQ371               | 12 ottobre 2013   | Mount Lemmon Survey   |
| 713386 | 2015 BJ372               | 4 ottobre 2013    | Mount Lemmon Survey   |
| 713387 | 2015 BN375               | 7 luglio 2005     | Spacewatch            |
| 713388 | 2015 BW376               | 29 dicembre 2014  | Pan-STARRS            |
| 713389 | 2015 BU382               | 7 febbraio 2011   | Mount Lemmon Survey   |
| 713390 | 2015 BF387               | 20 gennaio 2015   | Pan-STARRS            |
| 713391 | 2015 BJ388               | 9 novembre 2013   | Pan-STARRS            |
| 713392 | 2015 BX393               | 6 settembre 2013  | Spacewatch            |
| 713393 | 2015 BA397               | 16 agosto 2009    | Spacewatch            |
| 713394 | 2015 BX398               | 14 ottobre 2009   | Mount Lemmon Survey   |
| 713395 | 2015 BP409               | 25 settembre 2003 | NEAT                  |
| 713396 | 2015 BX411               | 22 ottobre 2003   | Spacewatch            |
| 713397 | 2015 BC415               | 16 ottobre 2010   | ESA OGS               |
| 713398 | 2015 BX417               | 20 gennaio 2015   | Pan-STARRS            |
| 713399 | 2015 BH418               | 20 gennaio 2015   | Pan-STARRS            |
| 713400 | 2015 BH421               | 8 novembre 2010   | Mount Lemmon Survey   |

## 713401–713500
| Nome   | Designazione provvisoria | Data di scoperta  | Scopritore               |
| ------ | ------------------------ | ----------------- | ------------------------ |
| 713401 | 2015 BW426               | 15 maggio 2001    | Spacewatch               |
| 713402 | 2015 BA428               | 1 maggio 2012     | Spacewatch               |
| 713403 | 2015 BX430               | 8 dicembre 2010   | Mount Lemmon Survey      |
| 713404 | 2015 BJ431               | 23 gennaio 2011   | Mount Lemmon Survey      |
| 713405 | 2015 BE434               | 25 agosto 2012    | Pan-STARRS               |
| 713406 | 2015 BJ434               | 22 marzo 2012     | Mount Lemmon Survey      |
| 713407 | 2015 BK434               | 5 dicembre 2010   | Spacewatch               |
| 713408 | 2015 BR439               | 23 ottobre 2013   | Mount Lemmon Survey      |
| 713409 | 2015 BH442               | 17 agosto 2012    | Pan-STARRS               |
| 713410 | 2015 BE448               | 4 agosto 2008     | SSS                      |
| 713411 | 2015 BY448               | 20 gennaio 2015   | Pan-STARRS               |
| 713412 | 2015 BR452               | 22 agosto 2004    | Spacewatch               |
| 713413 | 2015 BB453               | 12 luglio 2005    | Mount Lemmon Survey      |
| 713414 | 2015 BF459               | 4 settembre 2008  | Spacewatch               |
| 713415 | 2015 BO459               | 27 agosto 2009    | Spacewatch               |
| 713416 | 2015 BR459               | 20 gennaio 2015   | Pan-STARRS               |
| 713417 | 2015 BQ460               | 20 gennaio 2015   | Pan-STARRS               |
| 713418 | 2015 BK461               | 12 novembre 2010  | Mount Lemmon Survey      |
| 713419 | 2015 BA462               | 24 ottobre 2013   | Mount Lemmon Survey      |
| 713420 | 2015 BS462               | 10 novembre 2009  | Mount Lemmon Survey      |
| 713421 | 2015 BQ466               | 20 gennaio 2015   | Pan-STARRS               |
| 713422 | 2015 BT471               | 16 marzo 2012     | Pan-STARRS               |
| 713423 | 2015 BX471               | 1 aprile 2012     | Mount Lemmon Survey      |
| 713424 | 2015 BX479               | 20 gennaio 2015   | Pan-STARRS               |
| 713425 | 2015 BE483               | 12 agosto 2013    | Pan-STARRS               |
| 713426 | 2015 BB487               | 20 gennaio 2015   | Pan-STARRS               |
| 713427 | 2015 BT489               | 3 dicembre 2010   | Mount Lemmon Survey      |
| 713428 | 2015 BX490               | 30 agosto 2013    | M. Żołnowski, M. Kusiak  |
| 713429 | 2015 BE491               | 9 novembre 2013   | Mount Lemmon Survey      |
| 713430 | 2015 BM491               | 20 agosto 2009    | Spacewatch               |
| 713431 | 2015 BQ493               | 16 settembre 2010 | Spacewatch               |
| 713432 | 2015 BE495               | 26 febbraio 2009  | Spacewatch               |
| 713433 | 2015 BK496               | 28 marzo 2001     | Spacewatch               |
| 713434 | 2015 BR508               | 6 maggio 2006     | Spacewatch               |
| 713435 | 2015 BX508               | 12 gennaio 2011   | Mount Lemmon Survey      |
| 713436 | 2015 BA509               | 25 settembre 2006 | Spacewatch               |
| 713437 | 2015 BV509               | 28 ottobre 2014   | Pan-STARRS               |
| 713438 | 2015 BR512               | 25 dicembre 2014  | Pan-STARRS               |
| 713439 | 2015 BR519               | 3 agosto 2013     | Pan-STARRS               |
| 713440 | 2015 BP520               | 16 marzo 2004     | Spacewatch               |
| 713441 | 2015 BM536               | 16 gennaio 2015   | Pan-STARRS               |
| 713442 | 2015 BY538               | 7 gennaio 2009    | Spacewatch               |
| 713443 | 2015 BV539               | 22 gennaio 2015   | Pan-STARRS               |
| 713444 | 2015 BT540               | 25 gennaio 2015   | Pan-STARRS               |
| 713445 | 2015 BE545               | 20 gennaio 2015   | Spacewatch               |
| 713446 | 2015 BS548               | 18 novembre 2009  | Spacewatch               |
| 713447 | 2015 BW549               | 20 gennaio 2015   | Pan-STARRS               |
| 713448 | 2015 BF550               | 11 marzo 2003     | NEAT                     |
| 713449 | 2015 BZ550               | 23 ottobre 2013   | Mount Lemmon Survey      |
| 713450 | 2015 BK553               | 16 gennaio 2015   | Pan-STARRS               |
| 713451 | 2015 BL553               | 26 dicembre 2006  | Spacewatch               |
| 713452 | 2015 BY555               | 16 novembre 2014  | Mount Lemmon Survey      |
| 713453 | 2015 BG556               | 20 febbraio 2009  | Spacewatch               |
| 713454 | 2015 BC557               | 7 febbraio 2008   | Mount Lemmon Survey      |
| 713455 | 2015 BE557               | 17 gennaio 2015   | Pan-STARRS               |
| 713456 | 2015 BY559               | 22 novembre 2014  | Mount Lemmon Survey      |
| 713457 | 2015 BL561               | 11 dicembre 2014  | Mount Lemmon Survey      |
| 713458 | 2015 BM562               | 26 novembre 2013  | Pan-STARRS               |
| 713459 | 2015 BU562               | 22 gennaio 2015   | Pan-STARRS               |
| 713460 | 2015 BP566               | 19 settembre 2006 | Spacewatch               |
| 713461 | 2015 BU566               | 19 gennaio 2015   | Mount Lemmon Survey      |
| 713462 | 2015 BJ567               | 18 novembre 2008  | Spacewatch               |
| 713463 | 2015 BP567               | 10 gennaio 2007   | Mount Lemmon Survey      |
| 713464 | 2015 BS567               | 20 gennaio 2015   | Spacewatch               |
| 713465 | 2015 BM577               | 18 gennaio 2015   | Mount Lemmon Survey      |
| 713466 | 2015 BP577               | 28 gennaio 2015   | Pan-STARRS               |
| 713467 | 2015 BH578               | 7 novembre 2008   | Mount Lemmon Survey      |
| 713468 | 2015 BY578               | 18 gennaio 2015   | Mount Lemmon Survey      |
| 713469 | 2015 BS590               | 22 gennaio 2015   | Pan-STARRS               |
| 713470 | 2015 BU590               | 21 gennaio 2015   | Pan-STARRS               |
| 713471 | 2015 BF594               | 16 gennaio 2015   | Pan-STARRS               |
| 713472 | 2015 BJ598               | 20 gennaio 2015   | Pan-STARRS               |
| 713473 | 2015 BV598               | 22 gennaio 2015   | Pan-STARRS               |
| 713474 | 2015 BZ605               | 23 gennaio 2015   | Pan-STARRS               |
| 713475 | 2015 BQ606               | 28 gennaio 2015   | Pan-STARRS               |
| 713476 | 2015 BS606               | 20 gennaio 2015   | Pan-STARRS               |
| 713477 | 2015 BV606               | 21 gennaio 2015   | Pan-STARRS               |
| 713478 | 2015 BV607               | 20 gennaio 2015   | Pan-STARRS               |
| 713479 | 2015 BJ608               | 19 gennaio 2015   | Mount Lemmon Survey      |
| 713480 | 2015 CW1                 | 20 gennaio 2015   | Pan-STARRS               |
| 713481 | 2015 CE4                 | 22 gennaio 2015   | Pan-STARRS               |
| 713482 | 2015 CY4                 | 28 luglio 2005    | NEAT                     |
| 713483 | 2015 CZ5                 | 30 luglio 2009    | Spacewatch               |
| 713484 | 2015 CV8                 | 29 dicembre 2003  | Spacewatch               |
| 713485 | 2015 CO18                | 1 maggio 2012     | Mount Lemmon Survey      |
| 713486 | 2015 CT20                | 1 gennaio 2009    | Spacewatch               |
| 713487 | 2015 CF21                | 20 gennaio 2015   | Pan-STARRS               |
| 713488 | 2015 CZ23                | 30 gennaio 2008   | Mount Lemmon Survey      |
| 713489 | 2015 CD25                | 8 febbraio 2011   | Mount Lemmon Survey      |
| 713490 | 2015 CB27                | 15 ottobre 2013   | Mount Lemmon Survey      |
| 713491 | 2015 CV27                | 7 gennaio 2006    | Mount Lemmon Survey      |
| 713492 | 2015 CY30                | 17 gennaio 2015   | Mount Lemmon Survey      |
| 713493 | 2015 CX32                | 8 febbraio 2008   | Spacewatch               |
| 713494 | 2015 CY37                | 31 ottobre 2006   | Spacewatch               |
| 713495 | 2015 CR41                | 3 maggio 2011     | L. Elenin                |
| 713496 | 2015 CT45                | 16 dicembre 2007  | Mount Lemmon Survey      |
| 713497 | 2015 CN46                | 11 gennaio 2008   | Spacewatch               |
| 713498 | 2015 CT46                | 12 agosto 2008    | R. Ferrando, M. Ferrando |
| 713499 | 2015 CE48                | 28 luglio 2009    | Spacewatch               |
| 713500 | 2015 CQ51                | 18 agosto 2012    | R. Holmes                |

## 713501–713600
| Nome   | Designazione provvisoria | Data di scoperta  | Scopritore              |
| ------ | ------------------------ | ----------------- | ----------------------- |
| 713501 | 2015 CB52                | 18 gennaio 2004   | NEAT                    |
| 713502 | 2015 CO53                | 4 aprile 2008     | Spacewatch              |
| 713503 | 2015 CA54                | 25 settembre 2012 | Mount Lemmon Survey     |
| 713504 | 2015 CM54                | 26 marzo 2008     | Mount Lemmon Survey     |
| 713505 | 2015 CR57                | 13 febbraio 2011  | Mount Lemmon Survey     |
| 713506 | 2015 CT60                | 18 dicembre 2014  | Pan-STARRS              |
| 713507 | 2015 CA64                | 25 gennaio 2006   | Spacewatch              |
| 713508 | 2015 CK65                | 22 gennaio 2015   | Pan-STARRS              |
| 713509 | 2015 CZ67                | 25 agosto 2012    | Spacewatch              |
| 713510 | 2015 CA69                | 20 gennaio 2015   | Pan-STARRS              |
| 713511 | 2015 CD69                | 16 gennaio 2015   | Pan-STARRS              |
| 713512 | 2015 CE70                | 14 ottobre 2009   | Mount Lemmon Survey     |
| 713513 | 2015 CZ80                | 14 febbraio 2015  | Mount Lemmon Survey     |
| 713514 | 2015 CO83                | 8 febbraio 2015   | Mount Lemmon Survey     |
| 713515 | 2015 DQ2                 | 2 dicembre 2008   | Spacewatch              |
| 713516 | 2015 DG9                 | 16 gennaio 2015   | Pan-STARRS              |
| 713517 | 2015 DT9                 | 14 novembre 2007  | Spacewatch              |
| 713518 | 2015 DG10                | 21 dicembre 2014  | Pan-STARRS              |
| 713519 | 2015 DH16                | 20 gennaio 2015   | Pan-STARRS              |
| 713520 | 2015 DL18                | 27 gennaio 2015   | Pan-STARRS              |
| 713521 | 2015 DU18                | 15 aprile 2012    | Pan-STARRS              |
| 713522 | 2015 DG30                | 27 gennaio 2015   | Pan-STARRS              |
| 713523 | 2015 DO30                | 12 ottobre 2013   | CSS                     |
| 713524 | 2015 DO31                | 30 agosto 2009    | Spacewatch              |
| 713525 | 2015 DB32                | 26 marzo 2001     | Spacewatch              |
| 713526 | 2015 DJ34                | 16 febbraio 2015  | Pan-STARRS              |
| 713527 | 2015 DO35                | 13 dicembre 2010  | Mount Lemmon Survey     |
| 713528 | 2015 DJ39                | 6 aprile 2011     | Mount Lemmon Survey     |
| 713529 | 2015 DV40                | 16 febbraio 2015  | Pan-STARRS              |
| 713530 | 2015 DZ40                | 24 dicembre 2013  | Mount Lemmon Survey     |
| 713531 | 2015 DH41                | 26 settembre 2006 | Mount Lemmon Survey     |
| 713532 | 2015 DA43                | 16 febbraio 2015  | Pan-STARRS              |
| 713533 | 2015 DK43                | 16 febbraio 2015  | Pan-STARRS              |
| 713534 | 2015 DC44                | 24 aprile 2007    | Mount Lemmon Survey     |
| 713535 | 2015 DS44                | 26 gennaio 2011   | Mount Lemmon Survey     |
| 713536 | 2015 DX46                | 13 gennaio 2011   | Spacewatch              |
| 713537 | 2015 DO47                | 28 marzo 2008     | Spacewatch              |
| 713538 | 2015 DX48                | 16 febbraio 2015  | Pan-STARRS              |
| 713539 | 2015 DF49                | 13 febbraio 2008  | Mount Lemmon Survey     |
| 713540 | 2015 DP49                | 22 aprile 2009    | Mount Lemmon Survey     |
| 713541 | 2015 DD53                | 30 gennaio 2011   | Mount Lemmon Survey     |
| 713542 | 2015 DX54                | 13 settembre 2007 | CSS                     |
| 713543 | 2015 DT58                | 11 settembre 2005 | Spacewatch              |
| 713544 | 2015 DB60                | 12 febbraio 2000  | SDSS Collaboration      |
| 713545 | 2015 DE62                | 14 gennaio 2008   | Spacewatch              |
| 713546 | 2015 DZ63                | 24 giugno 2009    | Mount Lemmon Survey     |
| 713547 | 2015 DE69                | 30 luglio 2013    | Spacewatch              |
| 713548 | 2015 DT69                | 9 aprile 2003     | Spacewatch              |
| 713549 | 2015 DU69                | 10 febbraio 2008  | Spacewatch              |
| 713550 | 2015 DL72                | 13 febbraio 2008  | Mount Lemmon Survey     |
| 713551 | 2015 DP72                | 16 febbraio 2015  | Pan-STARRS              |
| 713552 | 2015 DV72                | 29 settembre 2005 | Mount Lemmon Survey     |
| 713553 | 2015 DH73                | 21 giugno 2004    | K. Sárneczky            |
| 713554 | 2015 DJ73                | 20 novembre 2006  | Mount Lemmon Survey     |
| 713555 | 2015 DL74                | 8 febbraio 2011   | Mount Lemmon Survey     |
| 713556 | 2015 DM75                | 20 gennaio 2015   | Pan-STARRS              |
| 713557 | 2015 DQ81                | 15 novembre 2006  | Spacewatch              |
| 713558 | 2015 DY82                | 21 gennaio 2015   | Pan-STARRS              |
| 713559 | 2015 DQ83                | 2 ottobre 2006    | Mount Lemmon Survey     |
| 713560 | 2015 DU88                | 20 gennaio 2015   | Pan-STARRS              |
| 713561 | 2015 DM96                | 16 febbraio 2015  | Pan-STARRS              |
| 713562 | 2015 DY100               | 25 gennaio 2015   | Mount Lemmon Survey     |
| 713563 | 2015 DB102               | 25 marzo 2012     | Spacewatch              |
| 713564 | 2015 DT104               | 21 ottobre 2007   | Spacewatch              |
| 713565 | 2015 DD105               | 28 ottobre 2010   | Mount Lemmon Survey     |
| 713566 | 2015 DQ105               | 6 novembre 2013   | Pan-STARRS              |
| 713567 | 2015 DR105               | 26 novembre 2013  | Pan-STARRS              |
| 713568 | 2015 DR106               | 9 gennaio 2011    | Mount Lemmon Survey     |
| 713569 | 2015 DA108               | 15 dicembre 2001  | SDSS Collaboration      |
| 713570 | 2015 DJ119               | 31 agosto 2013    | M. Żołnowski, M. Kusiak |
| 713571 | 2015 DY120               | 17 febbraio 2015  | Pan-STARRS              |
| 713572 | 2015 DK122               | 26 novembre 2014  | Pan-STARRS              |
| 713573 | 2015 DD123               | 8 gennaio 2002    | Spacewatch              |
| 713574 | 2015 DW123               | 3 agosto 2008     | SSS                     |
| 713575 | 2015 DG125               | 28 gennaio 2015   | Pan-STARRS              |
| 713576 | 2015 DD126               | 28 gennaio 2015   | Pan-STARRS              |
| 713577 | 2015 DE130               | 28 gennaio 2015   | Pan-STARRS              |
| 713578 | 2015 DZ132               | 17 febbraio 2015  | Pan-STARRS              |
| 713579 | 2015 DM135               | 9 dicembre 2006   | Spacewatch              |
| 713580 | 2015 DD136               | 9 novembre 2013   | Spacewatch              |
| 713581 | 2015 DP139               | 20 febbraio 2009  | Spacewatch              |
| 713582 | 2015 DP144               | 14 febbraio 2010  | Spacewatch              |
| 713583 | 2015 DX145               | 25 novembre 2014  | Pan-STARRS              |
| 713584 | 2015 DS146               | 15 settembre 2006 | Spacewatch              |
| 713585 | 2015 DV149               | 16 marzo 2012     | Pan-STARRS              |
| 713586 | 2015 DV155               | 11 maggio 2003    | LONEOS                  |
| 713587 | 2015 DY159               | 18 ottobre 2009   | Mount Lemmon Survey     |
| 713588 | 2015 DM160               | 26 maggio 2003    | Spacewatch              |
| 713589 | 2015 DR161               | 27 gennaio 2015   | Pan-STARRS              |
| 713590 | 2015 DX161               | 18 febbraio 2015  | Mount Lemmon Survey     |
| 713591 | 2015 DY161               | 30 novembre 2014  | Pan-STARRS              |
| 713592 | 2015 DV162               | 7 luglio 2000     | Spacewatch              |
| 713593 | 2015 DM167               | 12 marzo 2008     | Spacewatch              |
| 713594 | 2015 DU176               | 3 gennaio 2009    | Mount Lemmon Survey     |
| 713595 | 2015 DL177               | 31 dicembre 2008  | Mount Lemmon Survey     |
| 713596 | 2015 DQ179               | 21 novembre 2005  | Spacewatch              |
| 713597 | 2015 DN181               | 11 febbraio 2008  | Mount Lemmon Survey     |
| 713598 | 2015 DJ186               | 24 dicembre 2005  | Spacewatch              |
| 713599 | 2015 DR186               | 15 gennaio 2015   | Pan-STARRS              |
| 713600 | 2015 DK191               | 27 agosto 2013    | Pan-STARRS              |

## 713601–713700
| Nome   | Designazione provvisoria | Data di scoperta  | Scopritore                  |
| ------ | ------------------------ | ----------------- | --------------------------- |
| 713601 | 2015 DS192               | 20 gennaio 2015   | Pan-STARRS                  |
| 713602 | 2015 DC197               | 9 febbraio 2008   | CSS                         |
| 713603 | 2015 DH199               | 24 febbraio 2015  | Pan-STARRS                  |
| 713604 | 2015 DA203               | 11 novembre 2007  | Mount Lemmon Survey         |
| 713605 | 2015 DA207               | 18 marzo 2004     | Spacewatch                  |
| 713606 | 2015 DJ208               | 3 marzo 2008      | PMO NEO                     |
| 713607 | 2015 DU208               | 2 aprile 2011     | Mount Lemmon Survey         |
| 713608 | 2015 DD213               | 23 settembre 2011 | Pan-STARRS                  |
| 713609 | 2015 DP215               | 16 febbraio 2015  | Pan-STARRS                  |
| 713610 | 2015 DT218               | 28 aprile 2008    | CSS                         |
| 713611 | 2015 DA219               | 20 settembre 2003 | Spacewatch                  |
| 713612 | 2015 DM219               | 8 marzo 2005      | Spacewatch                  |
| 713613 | 2015 DS222               | 1 ottobre 2005    | Mount Lemmon Survey         |
| 713614 | 2015 DT222               | 11 febbraio 2015  | Spacewatch                  |
| 713615 | 2015 DM228               | 27 febbraio 2015  | Pan-STARRS                  |
| 713616 | 2015 DU230               | 25 novembre 2006  | Mount Lemmon Survey         |
| 713617 | 2015 DW230               | 20 agosto 2009    | Spacewatch                  |
| 713618 | 2015 DU231               | 15 ottobre 2012   | Spacewatch                  |
| 713619 | 2015 DB232               | 26 dicembre 2006  | Spacewatch                  |
| 713620 | 2015 DP234               | 24 novembre 2009  | Spacewatch                  |
| 713621 | 2015 DE245               | 28 gennaio 2015   | Pan-STARRS                  |
| 713622 | 2015 DJ245               | 23 febbraio 2015  | Pan-STARRS                  |
| 713623 | 2015 DF246               | 24 febbraio 2015  | Pan-STARRS                  |
| 713624 | 2015 DO246               | 25 gennaio 2015   | Pan-STARRS                  |
| 713625 | 2015 DU246               | 22 gennaio 2015   | Pan-STARRS                  |
| 713626 | 2015 DO250               | 18 febbraio 2015  | Mount Lemmon Survey         |
| 713627 | 2015 DK265               | 20 ottobre 2008   | Mount Lemmon Survey         |
| 713628 | 2015 DK267               | 16 febbraio 2015  | Pan-STARRS                  |
| 713629 | 2015 DW271               | 24 febbraio 2015  | Pan-STARRS                  |
| 713630 | 2015 DG272               | 25 febbraio 2015  | Pan-STARRS                  |
| 713631 | 2015 DS272               | 16 marzo 2007     | Mount Lemmon Survey         |
| 713632 | 2015 DB273               | 16 febbraio 2015  | Pan-STARRS                  |
| 713633 | 2015 DY276               | 23 febbraio 2015  | Pan-STARRS                  |
| 713634 | 2015 DC283               | 23 gennaio 2015   | Pan-STARRS                  |
| 713635 | 2015 DO287               | 25 febbraio 2015  | Pan-STARRS                  |
| 713636 | 2015 DR287               | 18 febbraio 2015  | Mount Lemmon Survey         |
| 713637 | 2015 DT287               | 16 febbraio 2015  | Pan-STARRS                  |
| 713638 | 2015 DF291               | 21 gennaio 2015   | Pan-STARRS                  |
| 713639 | 2015 DF293               | 19 febbraio 2015  | Pan-STARRS                  |
| 713640 | 2015 DO294               | 18 febbraio 2015  | L. H. Wasserman, M. W. Buie |
| 713641 | 2015 DW294               | 21 gennaio 2015   | Pan-STARRS                  |
| 713642 | 2015 DE295               | 16 febbraio 2015  | Pan-STARRS                  |
| 713643 | 2015 DT296               | 16 febbraio 2015  | Pan-STARRS                  |
| 713644 | 2015 DN299               | 18 febbraio 2015  | Pan-STARRS                  |
| 713645 | 2015 DM303               | 23 gennaio 2015   | Pan-STARRS                  |
| 713646 | 2015 DD306               | 18 febbraio 2015  | Pan-STARRS                  |
| 713647 | 2015 DS318               | 24 febbraio 2015  | Pan-STARRS                  |
| 713648 | 2015 EA2                 | 26 settembre 2006 | Mount Lemmon Survey         |
| 713649 | 2015 EW2                 | 18 gennaio 2015   | Pan-STARRS                  |
| 713650 | 2015 EF5                 | 25 novembre 2005  | CSS                         |
| 713651 | 2015 ED6                 | 9 ottobre 2010    | Mount Lemmon Survey         |
| 713652 | 2015 EW8                 | 25 febbraio 2011  | Spacewatch                  |
| 713653 | 2015 EW12                | 17 settembre 2010 | Mount Lemmon Survey         |
| 713654 | 2015 ER16                | 15 settembre 2006 | Spacewatch                  |
| 713655 | 2015 EH18                | 3 ottobre 2006    | Mount Lemmon Survey         |
| 713656 | 2015 EP18                | 23 gennaio 2015   | Pan-STARRS                  |
| 713657 | 2015 ES19                | 26 marzo 2003     | NEAT                        |
| 713658 | 2015 ET20                | 29 gennaio 2011   | Mount Lemmon Survey         |
| 713659 | 2015 ED21                | 27 agosto 2005    | NEAT                        |
| 713660 | 2015 EM23                | 17 febbraio 2015  | Pan-STARRS                  |
| 713661 | 2015 EK24                | 29 gennaio 2003   | SDSS Collaboration          |
| 713662 | 2015 EQ24                | 20 ottobre 1998   | Spacewatch                  |
| 713663 | 2015 EB30                | 10 febbraio 2015  | Mount Lemmon Survey         |
| 713664 | 2015 EU30                | 10 novembre 2013  | Spacewatch                  |
| 713665 | 2015 EO31                | 17 febbraio 2015  | Pan-STARRS                  |
| 713666 | 2015 EB48                | 7 novembre 2005   | Osservatorio di Mauna Kea   |
| 713667 | 2015 EB50                | 24 febbraio 2015  | Pan-STARRS                  |
| 713668 | 2015 EF52                | 10 novembre 2009  | Mount Lemmon Survey         |
| 713669 | 2015 EP56                | 25 gennaio 2015   | Pan-STARRS                  |
| 713670 | 2015 EO60                | 18 febbraio 2015  | Pan-STARRS                  |
| 713671 | 2015 EB61                | 15 marzo 2015     | Pan-STARRS                  |
| 713672 | 2015 EJ61                | 20 febbraio 2015  | Pan-STARRS                  |
| 713673 | 2015 EA64                | 14 marzo 2004     | NEAT                        |
| 713674 | 2015 ET64                | 21 marzo 2015     | Pan-STARRS                  |
| 713675 | 2015 EH66                | 28 gennaio 2007   | Spacewatch                  |
| 713676 | 2015 EU67                | 13 febbraio 2015  | Mount Lemmon Survey         |
| 713677 | 2015 EV71                | 7 luglio 2003     | NEAT                        |
| 713678 | 2015 EF72                | 16 gennaio 2015   | Pan-STARRS                  |
| 713679 | 2015 EX76                | 11 ottobre 2012   | Mount Lemmon Survey         |
| 713680 | 2015 FN4                 | 28 settembre 2013 | Mount Lemmon Survey         |
| 713681 | 2015 FL6                 | 6 agosto 2005     | NEAT                        |
| 713682 | 2015 FT6                 | 28 ottobre 2014   | Pan-STARRS                  |
| 713683 | 2015 FJ7                 | 8 ottobre 2007    | CSS                         |
| 713684 | 2015 FL12                | 3 gennaio 2014    | Spacewatch                  |
| 713685 | 2015 FW17                | 27 aprile 2011    | Mount Lemmon Survey         |
| 713686 | 2015 FH19                | 16 marzo 2015     | Pan-STARRS                  |
| 713687 | 2015 FA21                | 16 marzo 2015     | Pan-STARRS                  |
| 713688 | 2015 FO23                | 16 marzo 2015     | Pan-STARRS                  |
| 713689 | 2015 FO25                | 20 febbraio 2015  | Pan-STARRS                  |
| 713690 | 2015 FC27                | 23 febbraio 2015  | Pan-STARRS                  |
| 713691 | 2015 FN28                | 9 aprile 2003     | Spacewatch                  |
| 713692 | 2015 FB32                | 16 marzo 2015     | Pan-STARRS                  |
| 713693 | 2015 FY32                | 1 novembre 2005   | CSS                         |
| 713694 | 2015 FP37                | 16 febbraio 2015  | Pan-STARRS                  |
| 713695 | 2015 FO38                | 12 aprile 2002    | Spacewatch                  |
| 713696 | 2015 FR41                | 21 ottobre 2006   | Mount Lemmon Survey         |
| 713697 | 2015 FC43                | 13 maggio 2011    | Mount Lemmon Survey         |
| 713698 | 2015 FF44                | 17 ottobre 2009   | Mount Lemmon Survey         |
| 713699 | 2015 FV44                | 4 marzo 2011      | Spacewatch                  |
| 713700 | 2015 FM53                | 21 novembre 2014  | Pan-STARRS                  |

## 713701–713800
| Nome   | Designazione provvisoria | Data di scoperta  | Scopritore                   |
| ------ | ------------------------ | ----------------- | ---------------------------- |
| 713701 | 2015 FA55                | 24 gennaio 2015   | Pan-STARRS                   |
| 713702 | 2015 FY62                | 10 novembre 2013  | Mount Lemmon Survey          |
| 713703 | 2015 FH63                | 5 dicembre 2005   | Spacewatch                   |
| 713704 | 2015 FO67                | 20 gennaio 2015   | Pan-STARRS                   |
| 713705 | 2015 FS69                | 23 ottobre 2012   | M. Schwartz, P. R. Holvorcem |
| 713706 | 2015 FH72                | 17 marzo 2015     | Pan-STARRS                   |
| 713707 | 2015 FN73                | 18 marzo 2015     | Pan-STARRS                   |
| 713708 | 2015 FJ77                | 16 settembre 2009 | Spacewatch                   |
| 713709 | 2015 FC79                | 18 marzo 2015     | Pan-STARRS                   |
| 713710 | 2015 FF80                | 24 gennaio 2015   | Pan-STARRS                   |
| 713711 | 2015 FW81                | 1 agosto 2000     | LINEAR                       |
| 713712 | 2015 FD88                | 24 febbraio 2015  | Pan-STARRS                   |
| 713713 | 2015 FM88                | 23 gennaio 2006   | Spacewatch                   |
| 713714 | 2015 FZ90                | 10 ottobre 2012   | Mount Lemmon Survey          |
| 713715 | 2015 FT92                | 1 novembre 2013   | Spacewatch                   |
| 713716 | 2015 FC98                | 15 aprile 2007    | Spacewatch                   |
| 713717 | 2015 FD99                | 21 marzo 2015     | Pan-STARRS                   |
| 713718 | 2015 FC101               | 29 settembre 2009 | Spacewatch                   |
| 713719 | 2015 FA103               | 2 marzo 2011      | Mount Lemmon Survey          |
| 713720 | 2015 FT106               | 22 aprile 2004    | Spacewatch                   |
| 713721 | 2015 FN107               | 10 ottobre 2012   | Pan-STARRS                   |
| 713722 | 2015 FP109               | 20 marzo 2015     | Pan-STARRS                   |
| 713723 | 2015 FJ110               | 24 ottobre 2009   | Spacewatch                   |
| 713724 | 2015 FU110               | 26 settembre 2006 | Spacewatch                   |
| 713725 | 2015 FH111               | 20 marzo 2015     | Pan-STARRS                   |
| 713726 | 2015 FC115               | 9 novembre 2013   | Mount Lemmon Survey          |
| 713727 | 2015 FD115               | 23 gennaio 2015   | Pan-STARRS                   |
| 713728 | 2015 FS116               | 27 febbraio 2015  | Pan-STARRS                   |
| 713729 | 2015 FZ116               | 21 marzo 2015     | Pan-STARRS                   |
| 713730 | 2015 FA120               | 16 maggio 2007    | Mount Lemmon Survey          |
| 713731 | 2015 FR120               | 30 agosto 2011    | Pan-STARRS                   |
| 713732 | 2015 FK121               | 18 ottobre 2003   | Spacewatch                   |
| 713733 | 2015 FH123               | 26 gennaio 2007   | Spacewatch                   |
| 713734 | 2015 FT126               | 8 novembre 2007   | Spacewatch                   |
| 713735 | 2015 FX126               | 26 maggio 2008    | Spacewatch                   |
| 713736 | 2015 FN128               | 30 novembre 2014  | Pan-STARRS                   |
| 713737 | 2015 FU128               | 9 novembre 2013   | Mount Lemmon Survey          |
| 713738 | 2015 FC131               | 14 marzo 2015     | Mount Lemmon Survey          |
| 713739 | 2015 FN135               | 28 gennaio 2011   | Mount Lemmon Survey          |
| 713740 | 2015 FE138               | 21 marzo 2015     | Pan-STARRS                   |
| 713741 | 2015 FY139               | 13 dicembre 2006  | Spacewatch                   |
| 713742 | 2015 FS143               | 19 agosto 2006    | Spacewatch                   |
| 713743 | 2015 FX143               | 25 aprile 2007    | Spacewatch                   |
| 713744 | 2015 FU147               | 6 maggio 2011     | Spacewatch                   |
| 713745 | 2015 FA148               | 14 marzo 2007     | Mount Lemmon Survey          |
| 713746 | 2015 FX153               | 12 settembre 2009 | Spacewatch                   |
| 713747 | 2015 FJ154               | 24 novembre 2006  | Mount Lemmon Survey          |
| 713748 | 2015 FP154               | 21 settembre 2009 | Mount Lemmon Survey          |
| 713749 | 2015 FY154               | 21 marzo 2015     | Pan-STARRS                   |
| 713750 | 2015 FT155               | 30 luglio 2008    | Spacewatch                   |
| 713751 | 2015 FS157               | 26 marzo 2004     | Spacewatch                   |
| 713752 | 2015 FU164               | 12 dicembre 2006  | Mount Lemmon Survey          |
| 713753 | 2015 FK165               | 8 ottobre 2012    | Mount Lemmon Survey          |
| 713754 | 2015 FG166               | 11 ottobre 2012   | Mount Lemmon Survey          |
| 713755 | 2015 FZ168               | 21 marzo 2015     | Pan-STARRS                   |
| 713756 | 2015 FH169               | 22 ottobre 2012   | Spacewatch                   |
| 713757 | 2015 FJ172               | 7 febbraio 2011   | Mount Lemmon Survey          |
| 713758 | 2015 FJ173               | 17 ottobre 2012   | Pan-STARRS                   |
| 713759 | 2015 FW173               | 6 aprile 2011     | Mount Lemmon Survey          |
| 713760 | 2015 FK178               | 18 novembre 2009  | Mount Lemmon Survey          |
| 713761 | 2015 FU179               | 23 gennaio 2006   | Spacewatch                   |
| 713762 | 2015 FO180               | 22 marzo 2015     | Mount Lemmon Survey          |
| 713763 | 2015 FY180               | 24 settembre 2008 | Mount Lemmon Survey          |
| 713764 | 2015 FZ182               | 18 ottobre 2012   | Pan-STARRS                   |
| 713765 | 2015 FF184               | 25 gennaio 2011   | Mount Lemmon Survey          |
| 713766 | 2015 FH185               | 18 febbraio 2015  | Pan-STARRS                   |
| 713767 | 2015 FH186               | 11 novembre 2013  | Mount Lemmon Survey          |
| 713768 | 2015 FM188               | 28 dicembre 2005  | Spacewatch                   |
| 713769 | 2015 FG189               | 22 marzo 2015     | Pan-STARRS                   |
| 713770 | 2015 FJ191               | 16 gennaio 2015   | Pan-STARRS                   |
| 713771 | 2015 FP192               | 25 dicembre 2013  | Mount Lemmon Survey          |
| 713772 | 2015 FJ196               | 9 ottobre 2012    | Mount Lemmon Survey          |
| 713773 | 2015 FC203               | 14 settembre 2005 | Spacewatch                   |
| 713774 | 2015 FK204               | 22 marzo 2015     | Pan-STARRS                   |
| 713775 | 2015 FO205               | 15 settembre 2011 | Pan-STARRS                   |
| 713776 | 2015 FQ205               | 26 agosto 2012    | Pan-STARRS                   |
| 713777 | 2015 FG208               | 18 settembre 1998 | Spacewatch                   |
| 713778 | 2015 FT208               | 16 febbraio 2015  | Pan-STARRS                   |
| 713779 | 2015 FF209               | 3 ottobre 2013    | Mount Lemmon Survey          |
| 713780 | 2015 FZ214               | 11 settembre 2005 | Spacewatch                   |
| 713781 | 2015 FU217               | 2 ottobre 2013    | Pan-STARRS                   |
| 713782 | 2015 FX217               | 16 aprile 2007    | Mount Lemmon Survey          |
| 713783 | 2015 FT218               | 8 febbraio 2011   | Mount Lemmon Survey          |
| 713784 | 2015 FA219               | 23 marzo 2015     | Pan-STARRS                   |
| 713785 | 2015 FK222               | 18 febbraio 2015  | L. H. Wasserman, M. W. Buie  |
| 713786 | 2015 FV222               | 19 febbraio 2015  | Pan-STARRS                   |
| 713787 | 2015 FM224               | 8 aprile 2008     | Mount Lemmon Survey          |
| 713788 | 2015 FW227               | 7 febbraio 2008   | Mount Lemmon Survey          |
| 713789 | 2015 FQ230               | 29 marzo 2008     | Spacewatch                   |
| 713790 | 2015 FH232               | 22 marzo 2015     | Mount Lemmon Survey          |
| 713791 | 2015 FE234               | 23 gennaio 2015   | Pan-STARRS                   |
| 713792 | 2015 FS235               | 21 agosto 2008    | Spacewatch                   |
| 713793 | 2015 FB239               | 7 aprile 2008     | Spacewatch                   |
| 713794 | 2015 FJ239               | 23 marzo 2015     | Pan-STARRS                   |
| 713795 | 2015 FF244               | 23 marzo 2015     | Pan-STARRS                   |
| 713796 | 2015 FE245               | 6 aprile 2011     | Mount Lemmon Survey          |
| 713797 | 2015 FB249               | 11 marzo 2007     | Spacewatch                   |
| 713798 | 2015 FD250               | 16 marzo 2004     | Spacewatch                   |
| 713799 | 2015 FR251               | 16 febbraio 2015  | Pan-STARRS                   |
| 713800 | 2015 FC252               | 21 gennaio 2015   | Pan-STARRS                   |

## 713801–713900
| Nome   | Designazione provvisoria | Data di scoperta  | Scopritore                 |
| ------ | ------------------------ | ----------------- | -------------------------- |
| 713801 | 2015 FN252               | 23 marzo 2015     | Pan-STARRS                 |
| 713802 | 2015 FL256               | 25 aprile 2007    | Spacewatch                 |
| 713803 | 2015 FH261               | 13 marzo 2015     | M. Altmann, T. Prusti      |
| 713804 | 2015 FS261               | 11 febbraio 2015  | Mount Lemmon Survey        |
| 713805 | 2015 FS263               | 29 settembre 2010 | Mount Lemmon Survey        |
| 713806 | 2015 FB269               | 29 novembre 2013  | Mount Lemmon Survey        |
| 713807 | 2015 FN269               | 17 novembre 1995  | Spacewatch                 |
| 713808 | 2015 FD271               | 11 dicembre 2010  | Mount Lemmon Survey        |
| 713809 | 2015 FO276               | 6 aprile 2008     | Spacewatch                 |
| 713810 | 2015 FQ282               | 29 novembre 2013  | Mount Lemmon Survey        |
| 713811 | 2015 FY286               | 24 gennaio 2014   | Pan-STARRS                 |
| 713812 | 2015 FZ286               | 18 gennaio 2005   | Spacewatch                 |
| 713813 | 2015 FG289               | 28 gennaio 2015   | Pan-STARRS                 |
| 713814 | 2015 FA293               | 25 aprile 2008    | Mount Lemmon Survey        |
| 713815 | 2015 FO293               | 27 marzo 2015     | Mount Lemmon Survey        |
| 713816 | 2015 FB296               | 27 novembre 2013  | Pan-STARRS                 |
| 713817 | 2015 FK297               | 22 gennaio 2015   | Pan-STARRS                 |
| 713818 | 2015 FA300               | 28 marzo 2015     | Pan-STARRS                 |
| 713819 | 2015 FX300               | 21 agosto 2011    | Pan-STARRS                 |
| 713820 | 2015 FG303               | 28 gennaio 2007   | Spacewatch                 |
| 713821 | 2015 FJ315               | 25 marzo 2015     | Pan-STARRS                 |
| 713822 | 2015 FP315               | 5 maggio 2011     | Spacewatch                 |
| 713823 | 2015 FM320               | 23 gennaio 2015   | Pan-STARRS                 |
| 713824 | 2015 FM321               | 25 marzo 2015     | Pan-STARRS                 |
| 713825 | 2015 FY323               | 27 dicembre 2005  | Spacewatch                 |
| 713826 | 2015 FD324               | 25 marzo 2015     | Pan-STARRS                 |
| 713827 | 2015 FJ325               | 28 aprile 2011    | Spacewatch                 |
| 713828 | 2015 FN328               | 28 aprile 2003    | Spacewatch                 |
| 713829 | 2015 FL330               | 23 gennaio 2015   | Pan-STARRS                 |
| 713830 | 2015 FP330               | 21 gennaio 2015   | Pan-STARRS                 |
| 713831 | 2015 FD333               | 29 marzo 2015     | Pan-STARRS                 |
| 713832 | 2015 FU334               | 27 settembre 2003 | Spacewatch                 |
| 713833 | 2015 FF335               | 14 luglio 2001    | NEAT                       |
| 713834 | 2015 FY337               | 30 marzo 2015     | Pan-STARRS                 |
| 713835 | 2015 FM338               | 22 giugno 2011    | Mount Lemmon Survey        |
| 713836 | 2015 FT338               | 28 gennaio 2014   | Spacewatch                 |
| 713837 | 2015 FR339               | 23 settembre 2006 | Spacewatch                 |
| 713838 | 2015 FH343               | 3 maggio 2006     | Mount Lemmon Survey        |
| 713839 | 2015 FJ343               | 16 febbraio 2015  | Pan-STARRS                 |
| 713840 | 2015 FO348               | 16 marzo 2015     | Pan-STARRS                 |
| 713841 | 2015 FR356               | 2 ottobre 2005    | Mount Lemmon Survey        |
| 713842 | 2015 FN357               | 18 ottobre 2012   | Pan-STARRS                 |
| 713843 | 2015 FO357               | 15 marzo 2015     | Spacewatch                 |
| 713844 | 2015 FS359               | 23 maggio 2011    | Mount Lemmon Survey        |
| 713845 | 2015 FQ360               | 1 novembre 2008   | Mount Lemmon Survey        |
| 713846 | 2015 FW360               | 17 marzo 2015     | Pan-STARRS                 |
| 713847 | 2015 FE361               | 26 settembre 2011 | Pan-STARRS                 |
| 713848 | 2015 FA367               | 20 febbraio 2015  | Pan-STARRS                 |
| 713849 | 2015 FX371               | 28 gennaio 2015   | Pan-STARRS                 |
| 713850 | 2015 FV372               | 18 marzo 2015     | Pan-STARRS                 |
| 713851 | 2015 FA376               | 26 agosto 2012    | Spacewatch                 |
| 713852 | 2015 FT376               | 26 gennaio 2015   | Pan-STARRS                 |
| 713853 | 2015 FH377               | 11 agosto 2008    | S. Matičič                 |
| 713854 | 2015 FZ378               | 20 febbraio 2015  | Pan-STARRS                 |
| 713855 | 2015 FD379               | 14 marzo 2015     | Pan-STARRS                 |
| 713856 | 2015 FE379               | 9 novembre 2007   | Spacewatch                 |
| 713857 | 2015 FU379               | 30 settembre 2009 | Mount Lemmon Survey        |
| 713858 | 2015 FW384               | 4 ottobre 2013    | Spacewatch                 |
| 713859 | 2015 FL386               | 16 gennaio 2013   | Mount Lemmon Survey        |
| 713860 | 2015 FK389               | 20 marzo 2015     | Pan-STARRS                 |
| 713861 | 2015 FN389               | 5 settembre 2008  | Spacewatch                 |
| 713862 | 2015 FQ389               | 20 marzo 2015     | Pan-STARRS                 |
| 713863 | 2015 FC390               | 27 agosto 2000    | R. Millis, L. H. Wasserman |
| 713864 | 2015 FU390               | 9 marzo 2007      | Spacewatch                 |
| 713865 | 2015 FK395               | 21 marzo 2015     | Pan-STARRS                 |
| 713866 | 2015 FL403               | 5 ottobre 2012    | Mount Lemmon Survey        |
| 713867 | 2015 FD404               | 2 aprile 2011     | Pan-STARRS                 |
| 713868 | 2015 FZ404               | 9 aprile 2015     | Mount Lemmon Survey        |
| 713869 | 2015 FA405               | 24 marzo 2015     | Mount Lemmon Survey        |
| 713870 | 2015 FF405               | 16 marzo 2015     | Spacewatch                 |
| 713871 | 2015 FY405               | 28 maggio 2011    | L. Elenin                  |
| 713872 | 2015 FZ405               | 28 novembre 2013  | Mount Lemmon Survey        |
| 713873 | 2015 FH407               | 21 marzo 2015     | Pan-STARRS                 |
| 713874 | 2015 FC411               | 5 settembre 2000  | SDSS Collaboration         |
| 713875 | 2015 FS413               | 30 marzo 2015     | Pan-STARRS                 |
| 713876 | 2015 FT413               | 24 settembre 2008 | Spacewatch                 |
| 713877 | 2015 FV414               | 5 luglio 2000     | Spacewatch                 |
| 713878 | 2015 FW420               | 22 marzo 2015     | Pan-STARRS                 |
| 713879 | 2015 FX420               | 25 marzo 2015     | Mount Lemmon Survey        |
| 713880 | 2015 FG421               | 29 marzo 2015     | Pan-STARRS                 |
| 713881 | 2015 FZ425               | 19 marzo 2015     | Pan-STARRS                 |
| 713882 | 2015 FS427               | 22 marzo 2015     | Pan-STARRS                 |
| 713883 | 2015 FD428               | 17 marzo 2015     | Mount Lemmon Survey        |
| 713884 | 2015 FP430               | 27 marzo 2015     | Pan-STARRS                 |
| 713885 | 2015 FT430               | 19 marzo 2015     | Pan-STARRS                 |
| 713886 | 2015 FE433               | 28 marzo 2015     | Pan-STARRS                 |
| 713887 | 2015 FK437               | 22 marzo 2015     | Pan-STARRS                 |
| 713888 | 2015 FT437               | 16 marzo 2015     | Mount Lemmon Survey        |
| 713889 | 2015 FT443               | 17 marzo 2015     | Pan-STARRS                 |
| 713890 | 2015 FD447               | 28 marzo 2015     | Pan-STARRS                 |
| 713891 | 2015 FB448               | 20 marzo 2015     | Pan-STARRS                 |
| 713892 | 2015 FH448               | 21 marzo 2015     | Pan-STARRS                 |
| 713893 | 2015 FO451               | 22 marzo 2015     | Pan-STARRS                 |
| 713894 | 2015 FB452               | 22 marzo 2015     | Pan-STARRS                 |
| 713895 | 2015 FT466               | 22 marzo 2015     | Pan-STARRS                 |
| 713896 | 2015 GN1                 | 18 ottobre 2006   | Spacewatch                 |
| 713897 | 2015 GF3                 | 29 marzo 2015     | Pan-STARRS                 |
| 713898 | 2015 GZ11                | 25 marzo 2007     | Mount Lemmon Survey        |
| 713899 | 2015 GZ14                | 23 maggio 2003    | Spacewatch                 |
| 713900 | 2015 GT17                | 24 marzo 2015     | Mount Lemmon Survey        |

## 713901–714000
| Nome   | Designazione provvisoria | Data di scoperta  | Scopritore                |
| ------ | ------------------------ | ----------------- | ------------------------- |
| 713901 | 2015 GD20                | 22 marzo 2015     | Pan-STARRS                |
| 713902 | 2015 GW20                | 30 luglio 2008    | Spacewatch                |
| 713903 | 2015 GG21                | 13 febbraio 2004  | Spacewatch                |
| 713904 | 2015 GQ23                | 28 marzo 2015     | Pan-STARRS                |
| 713905 | 2015 GR23                | 5 maggio 2002     | NEAT                      |
| 713906 | 2015 GF24                | 23 agosto 2004    | Spacewatch                |
| 713907 | 2015 GA25                | 27 maggio 2011    | ESA OGS                   |
| 713908 | 2015 GX26                | 25 dicembre 2005  | Mount Lemmon Survey       |
| 713909 | 2015 GJ27                | 18 novembre 2009  | Spacewatch                |
| 713910 | 2015 GN29                | 10 febbraio 2011  | Mount Lemmon Survey       |
| 713911 | 2015 GQ29                | 1 marzo 2011      | Mount Lemmon Survey       |
| 713912 | 2015 GO30                | 14 settembre 2009 | Spacewatch                |
| 713913 | 2015 GN33                | 10 aprile 2015    | Spacewatch                |
| 713914 | 2015 GY36                | 6 novembre 2008   | Spacewatch                |
| 713915 | 2015 GW38                | 23 aprile 2007    | Mount Lemmon Survey       |
| 713916 | 2015 GF43                | 27 gennaio 2011   | Spacewatch                |
| 713917 | 2015 GA45                | 23 febbraio 2015  | Pan-STARRS                |
| 713918 | 2015 GL45                | 6 settembre 2013  | Mount Lemmon Survey       |
| 713919 | 2015 GQ45                | 28 febbraio 2014  | Pan-STARRS                |
| 713920 | 2015 GC49                | 21 marzo 2015     | Pan-STARRS                |
| 713921 | 2015 GQ49                | 6 aprile 2011     | Mount Lemmon Survey       |
| 713922 | 2015 GP52                | 26 agosto 2012    | Pan-STARRS                |
| 713923 | 2015 GZ68                | 13 aprile 2015    | Pan-STARRS                |
| 713924 | 2015 GH78                | 10 aprile 2015    | Mount Lemmon Survey       |
| 713925 | 2015 HT1                 | 15 settembre 2003 | LONEOS                    |
| 713926 | 2015 HP13                | 7 marzo 2008      | Spacewatch                |
| 713927 | 2015 HB14                | 23 febbraio 2015  | Pan-STARRS                |
| 713928 | 2015 HE14                | 25 ottobre 2012   | Spacewatch                |
| 713929 | 2015 HS16                | 9 aprile 2010     | Spacewatch                |
| 713930 | 2015 HB17                | 22 aprile 2004    | Spacewatch                |
| 713931 | 2015 HB19                | 14 aprile 2015    | Mount Lemmon Survey       |
| 713932 | 2015 HC22                | 26 maggio 2011    | Mount Lemmon Survey       |
| 713933 | 2015 HW26                | 9 novembre 2013   | Pan-STARRS                |
| 713934 | 2015 HY26                | 9 novembre 2004   | Osservatorio di Mauna Kea |
| 713935 | 2015 HT29                | 23 gennaio 2015   | Pan-STARRS                |
| 713936 | 2015 HB30                | 18 marzo 2015     | Pan-STARRS                |
| 713937 | 2015 HH31                | 15 aprile 2015    | Mount Lemmon Survey       |
| 713938 | 2015 HM33                | 13 maggio 2011    | Mount Lemmon Survey       |
| 713939 | 2015 HR33                | 12 febbraio 2011  | Mount Lemmon Survey       |
| 713940 | 2015 HP34                | 17 agosto 2012    | ESA OGS                   |
| 713941 | 2015 HX37                | 2 aprile 2011     | Spacewatch                |
| 713942 | 2015 HJ41                | 1 maggio 2011     | Mount Lemmon Survey       |
| 713943 | 2015 HK41                | 15 giugno 2007    | Spacewatch                |
| 713944 | 2015 HM44                | 16 aprile 2015    | Pan-STARRS                |
| 713945 | 2015 HP47                | 22 marzo 2015     | Pan-STARRS                |
| 713946 | 2015 HA48                | 10 novembre 2013  | Mount Lemmon Survey       |
| 713947 | 2015 HZ48                | 10 aprile 2015    | Mount Lemmon Survey       |
| 713948 | 2015 HD49                | 26 marzo 2011     | Mount Lemmon Survey       |
| 713949 | 2015 HJ55                | 21 marzo 2015     | Pan-STARRS                |
| 713950 | 2015 HE57                | 18 aprile 2015    | Pan-STARRS                |
| 713951 | 2015 HJ57                | 23 agosto 2003    | NEAT                      |
| 713952 | 2015 HZ57                | 18 aprile 2015    | Pan-STARRS                |
| 713953 | 2015 HD59                | 26 febbraio 2014  | Pan-STARRS                |
| 713954 | 2015 HH59                | 18 aprile 2015    | Pan-STARRS                |
| 713955 | 2015 HX59                | 22 marzo 2015     | Pan-STARRS                |
| 713956 | 2015 HK61                | 15 marzo 2004     | Spacewatch                |
| 713957 | 2015 HT61                | 27 aprile 2011    | Mount Lemmon Survey       |
| 713958 | 2015 HQ62                | 16 ottobre 2012   | Spacewatch                |
| 713959 | 2015 HY62                | 1 novembre 2013   | Mount Lemmon Survey       |
| 713960 | 2015 HM64                | 26 novembre 2013  | L. Elenin                 |
| 713961 | 2015 HW67                | 7 dicembre 2013   | Spacewatch                |
| 713962 | 2015 HU68                | 17 marzo 2015     | Pan-STARRS                |
| 713963 | 2015 HY70                | 15 novembre 2012  | Mount Lemmon Survey       |
| 713964 | 2015 HZ70                | 22 maggio 2011    | Mount Lemmon Survey       |
| 713965 | 2015 HW72                | 8 ottobre 2008    | Mount Lemmon Survey       |
| 713966 | 2015 HZ75                | 29 settembre 2005 | Mount Lemmon Survey       |
| 713967 | 2015 HG76                | 26 marzo 2006     | Mount Lemmon Survey       |
| 713968 | 2015 HG78                | 27 settembre 2006 | Mount Lemmon Survey       |
| 713969 | 2015 HT80                | 23 aprile 2015    | Pan-STARRS                |
| 713970 | 2015 HM84                | 13 marzo 2007     | Spacewatch                |
| 713971 | 2015 HL85                | 12 ottobre 2005   | Spacewatch                |
| 713972 | 2015 HH91                | 23 aprile 2015    | Pan-STARRS                |
| 713973 | 2015 HO93                | 18 marzo 2004     | Spacewatch                |
| 713974 | 2015 HA94                | 19 febbraio 2009  | Spacewatch                |
| 713975 | 2015 HO94                | 22 marzo 2015     | Mount Lemmon Survey       |
| 713976 | 2015 HE95                | 27 settembre 2008 | Mount Lemmon Survey       |
| 713977 | 2015 HW95                | 24 gennaio 2007   | Mount Lemmon Survey       |
| 713978 | 2015 HA96                | 2 gennaio 2014    | Mount Lemmon Survey       |
| 713979 | 2015 HP96                | 5 settembre 2010  | Mount Lemmon Survey       |
| 713980 | 2015 HH99                | 27 ottobre 2008   | Mount Lemmon Survey       |
| 713981 | 2015 HU99                | 20 gennaio 2014   | Mount Lemmon Survey       |
| 713982 | 2015 HR100               | 22 ottobre 2012   | Mount Lemmon Survey       |
| 713983 | 2015 HO102               | 19 settembre 2012 | Mount Lemmon Survey       |
| 713984 | 2015 HS104               | 2 giugno 2011     | Pan-STARRS                |
| 713985 | 2015 HS106               | 26 maggio 2011    | Spacewatch                |
| 713986 | 2015 HM108               | 25 aprile 2007    | Mount Lemmon Survey       |
| 713987 | 2015 HN109               | 28 dicembre 2013  | Mount Lemmon Survey       |
| 713988 | 2015 HU109               | 24 dicembre 2013  | Mount Lemmon Survey       |
| 713989 | 2015 HW110               | 18 dicembre 2009  | Mount Lemmon Survey       |
| 713990 | 2015 HD111               | 16 novembre 2009  | Spacewatch                |
| 713991 | 2015 HX112               | 29 gennaio 2009   | Mount Lemmon Survey       |
| 713992 | 2015 HG115               | 1 maggio 2003     | Spacewatch                |
| 713993 | 2015 HR115               | 25 dicembre 2005  | Spacewatch                |
| 713994 | 2015 HF116               | 13 aprile 2015    | Pan-STARRS                |
| 713995 | 2015 HW117               | 9 ottobre 2012    | Mount Lemmon Survey       |
| 713996 | 2015 HH119               | 23 aprile 2015    | Pan-STARRS                |
| 713997 | 2015 HG122               | 31 ottobre 2013   | Mount Lemmon Survey       |
| 713998 | 2015 HC128               | 19 aprile 2015    | M. Altmann, T. Prusti     |
| 713999 | 2015 HQ128               | 26 febbraio 2014  | Pan-STARRS                |
| 714000 | 2015 HU130               | 10 gennaio 2007   | Spacewatch                |